# Richard Pearce
Pour les articles homonymes, voir Pearce.
Richard Pearce est un réalisateur, directeur de la photographie et producteur américain né le 25 janvier 1943 à San Diego, Californie (États-Unis).

## Filmographie

### Comme réalisateur

#### Cinéma
- 1979 : Heartland
- 1981 : Threshold
- 1984 : Country
- 1986 : Sans pitié (No Mercy)
- 1990 :  Le Chemin de la liberté (The Long Walk Home)
- 1992 : En toute bonne foi (Leap of Faith)
- 1996 : La Couleur du destin (A Family Thing)
- 2003 : La Route de Memphis (Histoire du blues produit par Martin Scorsese Presents)

#### Télévision
- 1978 : Siege (TV)
- 1979 : No Other Love (TV)
- 1983 : Sessions (TV)
- 1985 : Alfred Hitchcock présente (série télévisée)
- 1989 : Dead Man Out (TV)
- 1989 : The Final Days (TV)
- 1994 : La Vie à cinq (série télévisée)
- 1997 : Une sacrée vie ("Nothing Sacred") (série télévisée)
- 1998 : Sans issue (Thicker Than Blood) (TV)
- 1999 : Témoins sous contrôle (Witness Protection) (TV)
- 2001 : South Pacific (TV)
- 2004 : Plainsong (TV)

### Comme directeur de la photographie
- 1970 : Woodstock
- 1971 : Interviews with My Lai Veterans
- 1972 : Marjoe
- 1974 : Le Cœur et l'Esprit (Hearts and Minds)
- 1976 : Sweet Sounds
- 1979 : Rust Never Sleeps
- 1979 : Baby Snakes
- 1994 : Umbrellas
- 1999 : Jimi Hendrix: Live at Woodstock (vidéo)